# Groep Wagenaar
De Groep Wagenaar was een eenmansfractie die in 1985 ontstond doordat het Tweede Kamerlid Aad Wagenaar zich van de Reformatorische Politieke Federatie (RPF) afscheidde.
In die tijd vertegenwoordigde Wagenaar met fractievoorzitter Meindert Leerling in de Tweede Kamer de RPF maar kreeg onenigheid met laatstgenoemde. Wagenaar wilde de RPF meer laten opereren vanuit zakelijke staatkundige opvattingen gebaseerd op reformatorische uitgangspunten in plaats van een persoonlijk getinte geloofsovertuiging.
Volgens Leerling werd de breuk echter veroorzaakt door de wijze van optreden van Wagenaar in de RPF-fractie en door tegengestellingen die zich voordeden op het persoonlijke vlak.
Op 20 april 1985 liet de RPF weten geen vertrouwen meer in hem te hebben waarop Wagenaar besloot op 23 april de partij te verlaten en als Groep Wagenaar voor zichzelf te beginnen.
Aad Wagenaar deed met een nieuwe partij - Anti-Revolutionairen 1985 (AR'85) - tevergeefs een gooi naar een zetel bij de Tweede Kamerverkiezingen van 1986. Maart 1987 gooide hij de handdoek in de ring en werd hij lid van het CDA.